# Pseudodama
Pseudodama è un genere di mammiferi artiodattili estinti, appartenenti ai cervidi. Visse tra il Pliocene medio e il Pleistocene inferiore (circa 3,5 – 1 milione di anni fa) e i suoi resti fossili sono stati ritrovati in Europa e in Asia. 

## Descrizione
I cervidi appartenenti al genere Pseudodama avevano generalmente una statura media, leggermente superiore a quella di un odierno daino (Dama dama), e la corporatura era piuttosto snella. Il cranio era dotato di palchi ramificati, che presentavano sei o otto punte in totale, e si sviluppavano in una curvatura regolare ed elicoidale. Alcune specie (come Pseudodama nestii) possedevano un cranio sottile e allungato, e contemporaneamente erano dotate di metapodi piuttosto corti. Altre specie (come P. fornetensis) possedevano metapodi allungati e un cranio più corto, simile a quello degli odierni daini. 

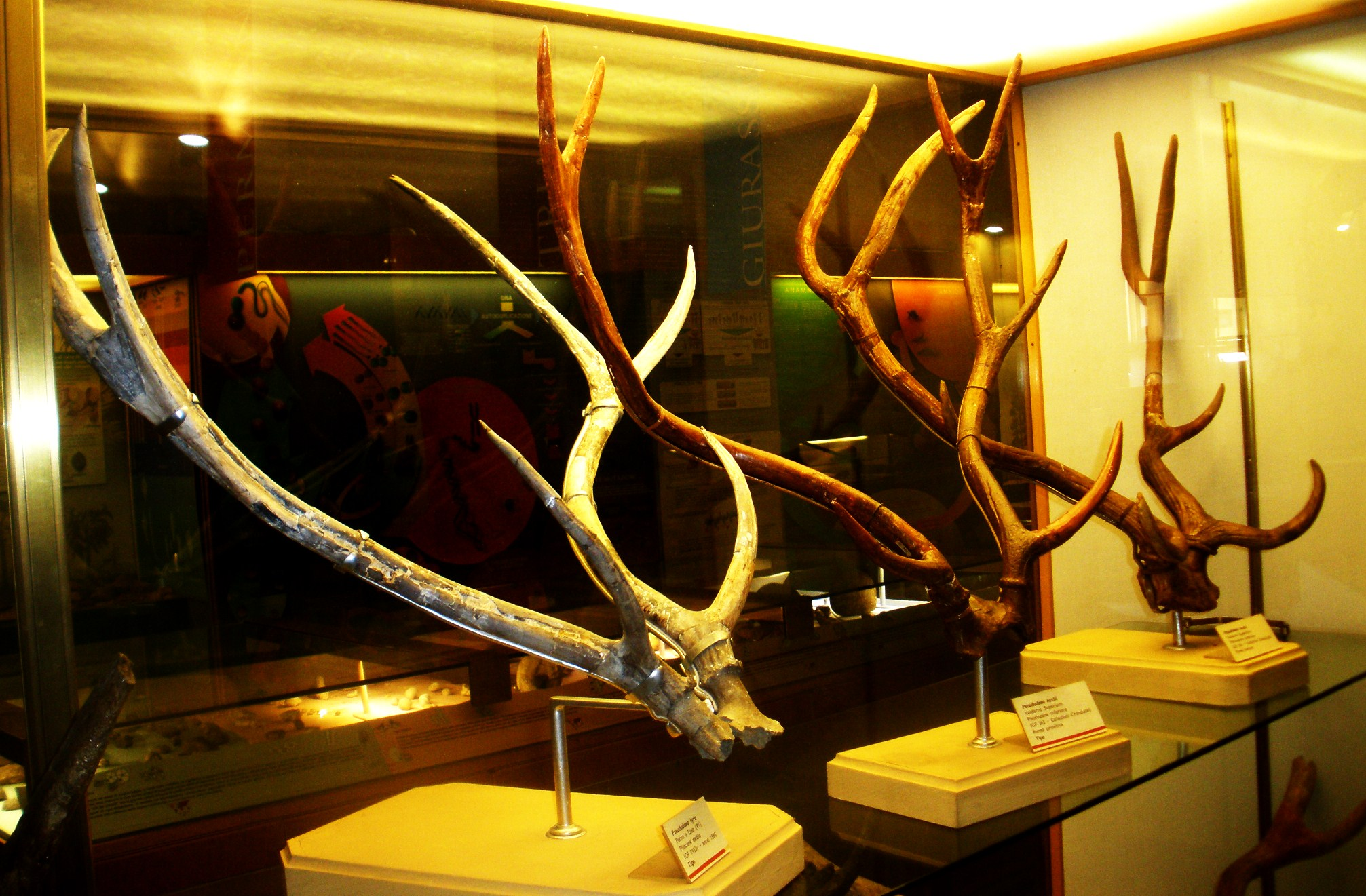
Palchi di Pseudodama lyra, P. nestii e P. farnetensis (da sinistra a destra)

## Classificazione
Il genere Pseudodama è stato descritto per la prima volta da Augusto Azzaroli nel 1992, per accogliere numerosi resti fossili di cervidi rinvenuti in Italia in strati del Pliocene e del Pleistocene inferiore. L'evoluzione di Pseudodama è notevole per quanto riguarda i palchi: le prime specie, come P. lyra del Pliocene medio, sono provviste di corna a tre punte (quindi sei punte totali nei palchi); nel corso dei milioni di anni l'angolo della biforcazione basale divenne più aperto e gli steli più divaricati. I palchi passarono da sei a otto punte (corna con quattro punte). P. nestii, del Pleistocene inferiore, sviluppò inoltre un cranio insolitamente allungato. Altre specie, come P. farnetensis, ridussero leggermente le loro dimensioni e svilupparono corna dai rami ben divaricati.

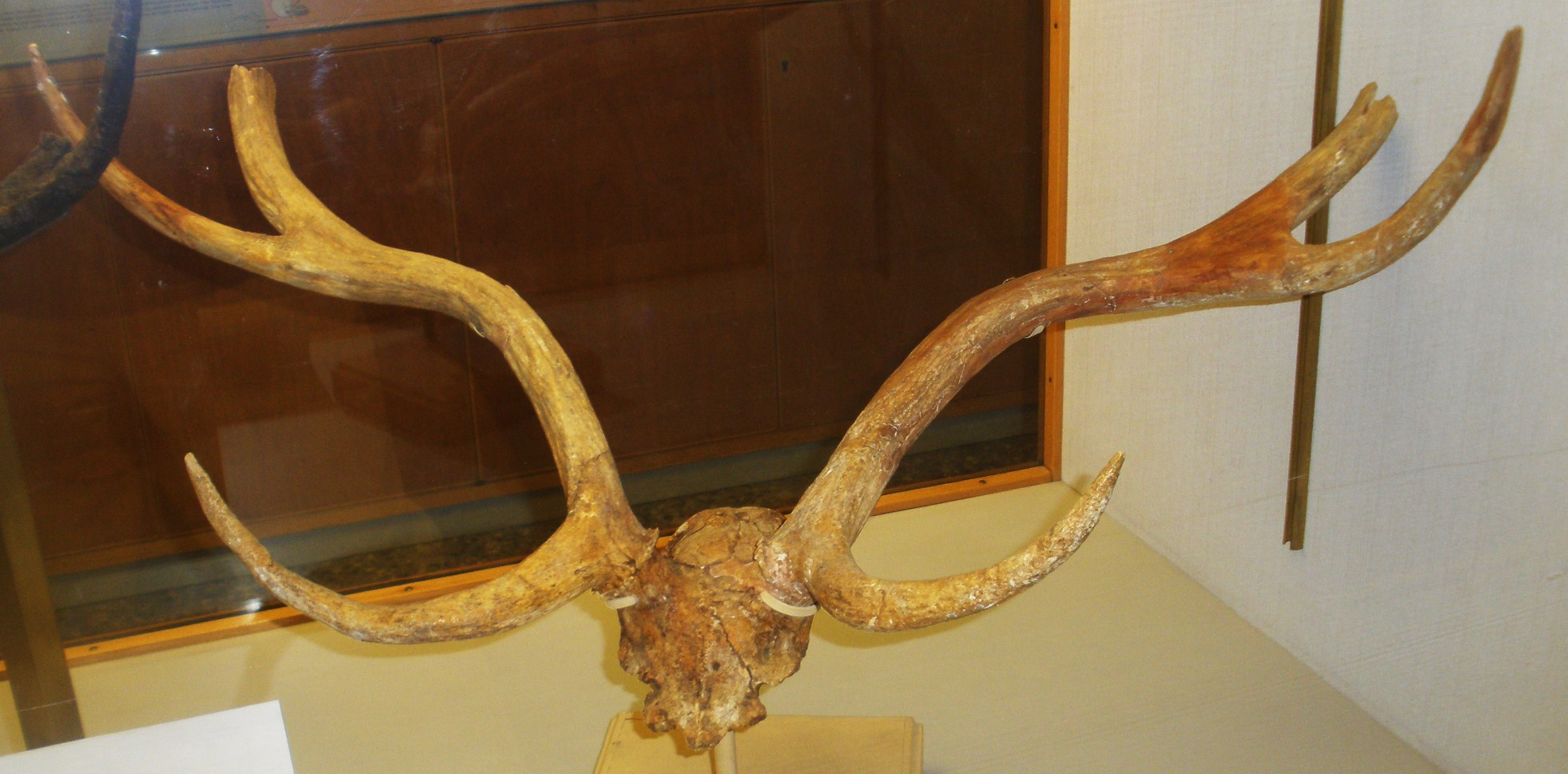
Palchi di Pseudodama farnetensis

Sull'isola di Creta, invece, erano presenti le specie P. major (di dimensioni superiori a quelle dell'attuale cervo nobile), P. dorothensis (grande quanto un cervo) e P. rethymnensis (la più antica delle tre, di taglia simile a un piccolo daino).
Altre specie ascritte a questo genere sono P. eurygonos (spesso considerata affine, se non identica, a P. farnetensis), P. peloponnesiacus rinvenuta in Grecia e P. elegans, che estende la distribuzione geografica di questo genere fino alla Cina.
Pseudodama è generalmente considerato un parente dell'attuale daino, pur non essendo un antenato diretto. Secondo alcuni studiosi (Croitor, 2006), alcune specie di Pseudodama (P. lyra, P. nestii) in realtà dovrebbero essere ascritte a specie primitive del genere Cervus, mentre P. farnetensis rappresenterebbe una specie del genere Dama.

## Paleobiologia
Alcune caratteristiche di Pseudodama nestii, come il lungo muso, premolari primitivi e una corta porzione predentale del cranio indicherebbero che questo animale era un brucatore di fogliame; altri adattamenti delle zampe (i corti metapodi, le falangi robuste e allungate) sono invece tipiche di un animale saltatore che vive in ambienti montani; si suppone quindi che questa specie fosse adatta a un ambiente di foresta e montano, tesi supportata dal ritrovamento in aree montuose dell'Italia e della Georgia.
La specie P. farnetensis, invece, sembrerebbe essere stata specializzata per vivere in ambienti più asciutti e aperti, grazie alle sue zampe più lunghe.